# Kupwara
Kupwara é uma cidade in Kupwara District, no estado indiano de Jammu e Caxemira.

## Demografia
Segundo o censo de 2001, Kupwara tinha uma população de 14 711 habitantes. Os indivíduos do sexo masculino constituem 61% da população e os do sexo feminino 39%. Kupwara tem uma taxa de literacia de 55%, inferior à média nacional de 59,5%: a literacia no sexo masculino é de 64% e no sexo feminino é de 41%. Em Kupwara, 13% da população está abaixo dos 6 anos de idade.